# بره‌کش
بَرّه‌کُش (نام علمی: Kalmia) نام یک سرده از خانواده خلنگیان است.
برگ‌های این جنس از گیاهان برای گوسفند و بره آن سمی است.